# Draft NFL 1939
Il Draft NFL 1939 si è tenuto il 9 dicembre 1938 allo New Yorker Hotel di New York.

## Primo giro
|  | = Hall of Famer |

| Scelta | Squadra                       | Giocatore                   | Ruolo       | College         |
| ------ | ----------------------------- | --------------------------- | ----------- | --------------- |
| 1      | Chicago Cardinals             | Charles "Ki" Aldrich        | Centro      | Texas Christian |
| 2      | Chicago Bears (Da Pittsburgh) | Sid Luckman                 | Quarterback | Columbia        |
| 3      | Cleveland Rams                | Linus Parker "Bullet" Hall  | Back        | Ole Miss        |
| 4      | Philadelphia Eagles           | Davey O'Brien               | Back        | Texas Christian |
| 5      | Brooklyn Dodgers              | Bob MacLeod                 | Back        | Dartmouth       |
| 6      | Chicago Bears                 | Bill "Bullet Bill" Osmanski | Back        | Holy Cross      |
| 7      | Detroit Lions                 | John Pingel                 | Back        | Michigan State  |
| 8      | Washington Redskins           | I.B. Hale                   | Tackle      | Texas Christian |
| 9      | Green Bay Packers             | Larry Buhler                | Back        | Minnesota       |
| 10     | New York Giants               | Walt Neilson                | Back        | Arizona         |

## Hall of Fame
All'annata 2013, un giocatore della classe del Draft 1939 è stato inserito nella Pro Football Hall of Fame:
- Sid Luckman, Quarterback da Columbia scelto come secondo assoluto dai Chicago Bears.

Induzione: Professional Football Hall of Fame, classe del 1965.